# Röbbelbach (Naturschutzgebiet)
Der Röbbelbach – benannt nach dem gleichnamigen Nebenfluss der Ilmenau – ist ein Naturschutzgebiet in den niedersächsischen Gemeinden Römstedt und Weste in der Samtgemeinde Bevensen-Ebstorf sowie der Stadt Bad Bevensen im Landkreis Uelzen.
Das Naturschutzgebiet mit dem Kennzeichen NSG LÜ 278 ist rund 142 Hektar groß. Es ist vollständig Bestandteil des FFH-Gebietes „Ilmenau mit Nebenbächen“. Im Westen grenzt es stellenweise an das Landschaftsschutzgebiet „Ilmenautal“. Das Gebiet steht seit dem 6. Dezember 2007 unter Naturschutz. Zuständige untere Naturschutzbehörde ist der Landkreis Uelzen.
Das Naturschutzgebiet liegt südöstlich von Bad Bevensen. Es verläuft entlang des teilweise mäandrierenden Röbbelbachs zwischen Masbrock und Höver bis Klein Hesebeck. Hier endet es an der Straßenbrücke der Landesstraße 254 zwischen Bad Bevensen und Klein Hesebeck. Bei Höver mündet der Wester Graben, bei Röbbel der Gollernbach in den Röbbelbach, deren Verläufe und Talräume für einige hundert Meter in das Naturschutzgebiet einbezogen sind. Die Bachläufe sind überwiegend naturnah und teilweise mäßig ausgebaut.
Die Niederungen sind geprägt von quelligen und von Hangdruckwasser gespeisten Feuchtwäldern, überwiegend Bruch- und Moorwälder, welche die Bachläufe beschatten. Weiterhin sind Röhrichte, Riede und Sümpfe zu finden. Daneben befinden sich überwiegend feuchte bis nasse Grünlandbereiche innerhalb des Naturschutzgebietes. An den Talrändern sind sandige bis lehmige Standorte mit Eichenmischwäldern bestanden. An das Naturschutzgebiet schließen sich überwiegend Ackerflächen an.
Die Landschaft dient vor allem zum Teil seltenen Vogelarten, wie z. B. dem Klein- und Mittelspecht und dem Pirol als Lebensraum. Der Bach beheimatet u. a. Fischotter, Groppe und Bachneunauge.